# Registreringsskyltar i Grekland

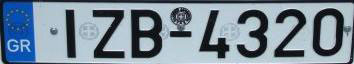
En modern modell av en grekisk registreringsskylt.

Registreringsskyltar i Grekland har vit botten och svarta tecken. Registreringsnumren består av tre bokstäver, ett bindestreck och fyra siffror. Som bokstäver används endast sådana versaler ur grekiska alfabetet som det finns likadana till utseendet i det latinska alfabetet. Man använder A, B, E, Z, H, I, K, M, N, O, P, T, Y, X. De två första bokstäverna indikerar distriktet där bilen registrerades, dock inte någon lättförståelig förkortning. Vissa fordon tillhörande försvar, polis, brandkår, diplomater mm har grekiska bokstäver som inte kan ses i latinska alfabetet, till exempel brandkåren ΠΣ. Nyare registreringsskyltar har ett EU-märke på vänster sida.